# هایلند هالیدی (اوهایو)
هایلند هالیدی (به انگلیسی: Highland Holiday) یک منطقهٔ مسکونی در ایالات متحده آمریکا است که در اوهایو واقع شده‌است. هایلند هالیدی ۵۵۰ نفر جمعیت دارد و ۲۸۵٫۹۱ متر بالاتر از سطح دریا واقع شده‌است.